# Prionostemma reticulatum
Prionostemma reticulatum is een hooiwagen uit de familie Sclerosomatidae.